# Konsumismus
Konsumismus (von lateinisch consumere – verbrauchen; auch Konsumerismus oder Konsumentismus) ist eine Lebenshaltung, die darauf ausgerichtet ist, das Bedürfnis nach neuen Konsumgütern stets zu befriedigen. Es kann zum Beispiel der gesellschaftlichen Distinktion oder dem Streben nach Identität, Lebenssinn und Glück dienen. Eine krankhafte Extremform ist die Kaufsucht. Der Begriff Konsumismus wird meist in kritischer Absicht verwendet.

## Begriff
Teils durch unterschiedliche Übersetzungen von consumerism gibt es begriffliche Unklarheiten, da neben Konsumismus auch der Begriff „Konsumerismus“ üblich ist. Konsumerismus (aus dem englischen consumerism: Konsumdenken) ist ein ideologiekritischer Ausdruck aus den Sozialwissenschaften, wonach persönliches Glück mit dem Verbrauch von Wirtschaftsgütern erzielt wird. Konsumerismus beschreibt ein konsequentes Konsumdenken, wobei der Konsum zu einer Ersatzreligion wird. In diesem Sinne ist Konsumerismus gleichbedeutend mit Konsumismus. 
Als „alltäglicher Konsumismus“ wird die in den deutschen Kaufsuchtstudien empirisch belegte Tendenz vieler Menschen beschrieben, sich mit Produkten oder Dienstleistungen zu identifizieren und ihr Selbstwertgefühl davon abhängig zu machen. Dabei werden Produkte mit kommerziellem Markennamen und statushebenden Versprechungen vorgezogen. Insoweit der Konsumismusbegriff als abwertend wahrgenommen wird, lehnen ihn viele Betroffene ab und ziehen es vor, ihren Konsum mit rationalen Argumenten zu rechtfertigen; sie verwerfen die Idee, sie würden „gezwungen“ zu konsumieren. Menschen, welche die Ideologie des Konsumismus bejahen, bewerten die gekauften oder konsumierten Produkte nicht als in sich wertvoll, sondern benutzen sie gezielt als gesellschaftliche Statussymbole und Signale, um sich mit gleichgesinnten Menschen zu umgeben.
Eine andere Bedeutung hat Konsumerismus in der Ökonomie. Hier wird dieser Ausdruck im Wesentlichen als Äquivalent zum deutschen Verbraucherschutz verwendet, besonders im Sinne der Verbraucherbewegung. Es geht also um die systemimmanente Verbraucherkritik an Missständen in der Versorgung mit Waren und Dienstleistungen sowie um die rechtliche Absicherung von Konsumenten in Fällen von zweifelhaften Verkaufs- und Marketingpraktiken, Markenfälschung, fehlerhafter Produktqualität, Fehlinformationen usw.
Modern Consumerism kann als „exzessiver Materialismus“ definiert werden.

## Theorie
Im Jahr 1899 konstatierte der US-amerikanische Soziologe Thorstein Veblen (1857–1929) einen verbreiteten Geltungskonsum der Oberschicht der USA, der nur mehr demonstrativen Charakter habe. Unter „demonstrativem Verbrauch“ (conspicuous consumption) verstand er ein Verbraucherverhalten, das weit über die Erfüllung von Primärbedürfnissen hinausgeht und in erster Linie der Steigerung des Sozialprestiges dient. In den 1920er und 1930er Jahren bildete sich in den Vereinigten Staaten eine Konsumkultur aus: Im Zuge der Prosperität und des Fordismus bildete sich ein konsumorientierter Mittelstand heraus. Die rasante Technikentwicklung und das wachsende Angebot von Konsumartikeln (vor allem Haushaltsgeräte, Radios und Autos) ließ die Verbraucher nach immer neueren Waren streben. Durch diesen neuen „Materialismus“ wurden traditionelle Werte und Normen kleinerer Stadtgemeinschaften ausgehöhlt, wie die Soziologen Robert Staughton Lynd und Helen M. Lynd in ihren 1929 und 1937 erschienenen stadtsoziologischen Middletown-Studien nachwiesen.
Nach dem Zweiten Weltkrieg bildete sich im Zusammenhang mit der zunehmenden Individualisierung der Gesellschaft auch in Europa ein Konsummuster heraus, in dem Konsum zur Identitätskonstruktion betrieben wurde. Da die Menschen nicht mehr aus ihrer Gruppe oder ihrer Herkunft ableiten konnten, wer sie sind, definieren sie ihr Selbst durch Ansammlung und Konsum von sorgfältig ausgesuchten Produkten. In der Warenwelt wurde damit das Image eines Produkts wichtiger als der tatsächliche Gebrauchswert. Konsumiert wurde nicht so sehr das Produkt selber, als der über Massenmedien verbreitete Strom von Zeichen, der ihm anhängt.
In der Deutung der Frankfurter Schule dient auch die Kulturindustrie dazu, durch Erzeugung falscher Bedürfnisse und eines „falschen Bewusstseins“ das Klassenbewusstsein der Arbeiter zu vernebeln. Nach Adorno wird das Individuum von der Kulturindustrie auf die Konsumentenrolle reduziert. Zudem stelle der Konsumismus eine List dar, mit der diese in das kapitalistische System integriert und davon abgehalten würden, aufzubegehren.
Der französische Soziologe Jean Baudrillard formulierte 1970 die Befürchtung, dass der massenmedial produzierte Schein die Wirklichkeit „einstürzen“ lasse. Das moderne Individuum lebe in einer fiktiven „Spektakelrealität“.
Pier Paolo Pasolini vertrat 1975 die These, der Konsumismus sei eine neue Form des Totalitarismus, weil er mit dem Anspruch einher gehe, die Konsumideologie auf die gesamte Welt auszudehnen. Eine seiner Folgen sei die Zerstörung der Vielfalt sozialer Lebensformen und die Einebnung der Kulturen in einer globalen konsumistischen Massenkultur, welche die Freiheitsvorstellungen mit einer „Pflicht“ zum Konsumieren auflade und die Menschen veranlasse, mit dem „Gefühl von Freiheit“ die Konsumimperative zu erfüllen.
Die entsprechenden Dispositionen, die eine innere Leere, Langeweile, Überdruss und chronische Depressivität im Akt des Kaufens oder Konsumierens kompensierbar machten, gehörten nach Erich Fromm zum Charakterbild des modernen Menschen. Eine überspitzte Ausprägung fänden die konsumorientierten Haltungen, Leidenschaften und Verhaltensweisen des so genannten konsumistischen Sozialcharakters im Krankheitsbild der Kaufsucht.
Eine populäre Kritik des Konsumismus haben John de Graaf, David Wann und Thomas Naylor vorgelegt. Sie sprechen von „Affluenza“, der Überflusskrankheit oder der „Zeitkrankheit Konsum“; dieses Kunstwort verbindet „Influenza“ und „Affluence“ (Wohlstand, Reichtum, Überfluss). Als Symptome dieser Krankheit nennen die Autoren Schulden, eine Überproduktion von Waren, große Abfallmengen sowie Angstzustände, Gefühle der Entfremdung und Verzweiflung. Hervorgerufen sei die Krankheit durch die Gier nach immer mehr materiellen Gütern. Als Weg der Gesundung biete sich der konsequente Abschied vom konsumistischen Lebensstil – im Sinne „freiwilliger Einfachheit“ – an.
Sich von der traditionellen Konsumkritik abwendend, deuten Befürworter wie Norbert Bolz den Konsumismus als weltweites Gegengewicht zum religiösen Fundamentalismus. Dem Konsumismus wird die Rolle zugewiesen, die Welt zu befrieden, indem er seine positiven Wirkungen allen Völkern zuteilwerden lasse. Die westliche Konsumkultur werde dabei jedoch ohne Rücksicht auf die negativen ökologischen Folgen weltweit ausgedehnt. Auch wenn er letztlich gegen alle seine Feinde (religiöse Fundamentalisten, Globalisierungskritiker, Konsumismus- und Wachstumskritiker) siegreich bleiben sollte, könne der Konsumismus als „Immunsystem der Weltgesellschaft“ (Bolz) nur an sich selbst zugrunde gehen. Der Sicht von Bolz widerspricht Panajotis Kondylis, der mit der Etablierung hedonistischer Lebensweisen zwar das „Ende der Ideologien“ verbindet, nicht aber das Ende der Konflikte in der Welt.